# VEF I-17
VEF I-17 — латышский одномоторный учебно-тренировочный самолёт (также задуманный как истребитель), разработанный в 1939 году Карлисом Ирбитисом. И-17 был испытан в начале 1940 года и почти сразу же принят в ВВС Латвии. Его выпускал завод ВЭФ в Риге.

## Разработка
В 1939 году Латвия заказала в Великобритании 39 истребителей Hawker Hurricane, поэтому в Латвии возникла потребность в пилотах монопланов. Для этого Карлис Ирбитис, в числе других учебно-тренировочных самолётов, сконструировал VEF I-17. Из-за начала Второй мировой войны в сентябре 1939 года британские самолёты так и не прибыли в Латвию, и это послужило стимулом для латвийских ВВС, чтобы стимулировать создание латвийских самолётов. Под давлением войны опытный образец I-17 был принят почти без испытаний и было начато серийное производство.
Было построено шесть экземпляров I-17 и было заказано ещё шесть, но этот процесс был остановлен присоединением Латвии к СССР в июне 1940 года.
В СССР I-17 прошёл испытания в ВВС СССР, на некоторых самолётах были установлены советские двигатели М-11. После оккупации Латвии нацистской Германией в июле 1941 года I-17 также был исследован люфтваффе и, как и VEF I-16, использовался авиационной школой в Торуне.
Дальнейшая судьба выпущенных VEF I-17 неизвестна.

## Лётно-технические характеристики
- Экипаж: 1 чел.;
- Вместимость: один пассажир;
- Длина: 8,20 м;
- Размах крыла: 9,80 м;
- Высота: 2,90 м;
- Площадь крыла: 19,20 м²;
- Вес пустого: 790 кг;
- Полная масса: 1140 кг;
- Силовая установка: 1 × Menasco Pirate C4 (4-цилиндровый, с воздушным охлаждением, рядный, четырёхтактный авиационный двигатель, 125 л. с.);
- Винт: 2-лопастной с фиксированным шагом;
- Максимальная скорость: 230 км/ч;
- Дальность: 592 км;
- Практический потолок: 5900 м;
- Нагрузка на крыло: 59,4 кг/м².